# اتحاد ليختنشتاين لكرة القدم

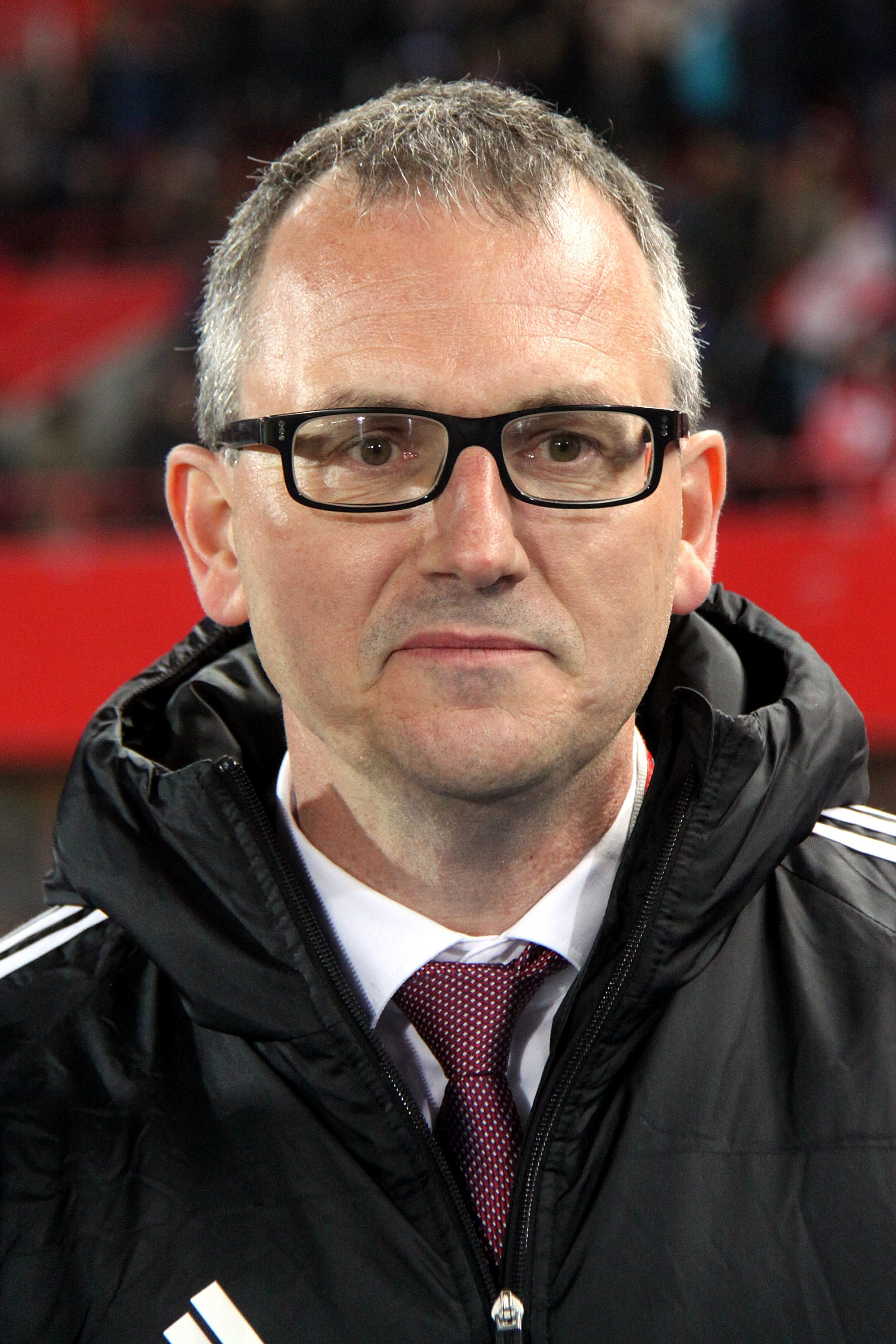
الرئيس هوغو كوادرر

تأسس اتحاد ليختنشتاين لكرة القدم Liechtenstein Football Association (LFA) (بالألمانية:Liechtensteiner Fussballverband) عام 1934م وانضم إلى الاتحاد الدولي لكرة القدم في 1974م وانضم إلى الاتحاد الأوروبي لكرة القدم في 1992م.
يعد الهيئة الحاكمة لكرة القدم في ليختنشتاين. تأسس في 28 أبريل 1934، وأصبح تابعًا للاتحاد الأوروبي لكرة القدم في 22 مايو 1974. ينظم الاتحاد منتخب ليختنشتاين الوطني لكرة القدم وكأس ليختنشتاين لكرة القدم. نظرًا لأن ليختنشتاين لديها أقل من 8 فرق نشطة (7 فقط دون احتساب الاحتياطيات)، فهي العضو الوحيد في الاتحاد الأوروبي لكرة القدم الذي لا يمتلك بطولة دوري وطنية خاص بها. وهذا يعني أن فرق ليختنشتاين تلعب في نظام الدوري السويسري لكرة القدم. يقع مقر الاتحاد في شان.